# UAIOE
UAIOE è il quarto album dei KMFDM, pubblicato nel 1989.

## Tracce

### Pubblicazione standard
1. "Murder" (Sascha Konietzko, En Esch) – 3:26
2. "UAIOE" (Konietzko, Esch) – 3:57
3. "Loving Can Be an Art (Saturation Mix)" (Konietzko, Raymond Watts, Esch) – 4:13
4. "More & Faster 243" (Konietzko, Esch) – 2:55
5. "Rip the System (Duck & Cover Mix)" (Konietzko, Esch) – 3:20
6. "Thrash Up!" (Konietzko, Esch) – 3:17
7. "En Esch" (Esch) – 3:19
8. "Ganja Rock" (Konietzko, Esch) – 5:05
9. "Thumb Thumb" (Konietzko, Esch, Watts) – 3:55

### Pubblicazione Cash Beat Records
1. "Murder" – 3:26
2. "UAIOE" – 3:57
3. "Loving Can Be an Art (Saturation Mix)" – 4:13
4. "More & Faster 243" – 2:55
5. "Rip the System (Duck & Cover Mix)" – 3:20
6. "Thrash Up!" – 3:17
7. "En Esch" – 3:19
8. "Ganja Rock" – 5:05
9. "Thumb Thumb" – 3:55
10. "Rip the System" – 3:30
11. "More & Faster" – 3:30
12. "Naff Off" (Konietzko, Esch) – 4:17

### Pubblicazione Deutschland Strikeback Records
1. "Murder" – 3:26
2. "UAIOE" – 3:57
3. "Loving Can Be an Art (Saturation Mix)" – 4:13
4. "More & Faster 243" – 2:55
5. "Rip the System (Duck & Cover Mix)" – 3:20
6. "Thrash Up!" – 3:17
7. "En Esch" – 3:19
8. "Ganja Rock" – 5:05
9. "Thumb Thumb" – 3:55
10. "More & Faster" – 3:30
11. "Rip the System" – 3:34
12. "Naff Off" – 4:16
13. "Virus" (Konietzko, Esch) – 5:40

## Formazione
- Sascha Konietzko
- En Esch
- Morgan Adjei
- Sigrid Meyer
- Rudolph Naomi